# Руськоіванівська сільська рада
Руськоіва́нівська сільська́ ра́да — колишня адміністративно-територіальна одиниця та орган місцевого самоврядування в Білгород-Дністровському районі Одеської області. Адміністративний центр — село Руськоіванівка.

## Загальні відомості
Руськоіванівська сільська рада утворена в 1965 році.
- Територія ради: 62,042 км²
- Населення ради: 1 613 особи (станом на 2001 рік)

## Населені пункти
Сільській раді підпорядковані населені пункти:
- с. Руськоіванівка

## Населення
Згідно з переписом 1989 року населення сільської ради становило 1801 особа, з яких 806 чоловіків та 995 жінок.
За переписом населення 2001 року в сільській раді мешкало 1609 осіб.

### Мова
Розподіл населення за рідною мовою за даними перепису 2001 року:
| Мова       | Відсоток |
| ---------- | -------- |
| російська  | 88,28 %  |
| українська | 8,37 %   |
| молдовська | 2,91 %   |
| болгарська | 0,19 %   |
| гагаузька  | 0,06 %   |

## Склад ради
Рада складається з 16 депутатів та голови.
- Голова ради:
- Секретар ради: Сидоренко Раїса Федорівна

### Керівний склад попередніх скликань
| Прізвище, ім'я, по батькові | Основні відомості                                    | Дата обрання | Дата звільнення |
| --------------------------- | ---------------------------------------------------- | ------------ | --------------- |
| Агарков Валентин Матвійович | Сільський голова, 1949 року народження, безпартійний | 26.03.2006   | 31.10.2010      |

Примітка: таблиця складена за даними сайту Верховної Ради України

### Депутати
За результатами місцевих виборів 2010 року депутатами ради стали:

#### За суб'єктами висування
| Суб'єкт висування | Кількість обраних депутатів | %    |
| ----------------- | --------------------------- | ---- |
| Партія регіонів   | 11                          | 68,8 |
| Самовисування     | 5                           | 31,3 |

#### За округами
| № округу        | Прізвище, ім'я, по батькові      | Дата визнання обраним | Освіта             | Партійна приналежність | Відомості про обраного депутата                           |
| --------------- | -------------------------------- | --------------------- | ------------------ | ---------------------- | --------------------------------------------------------- |
| Партія регіонів |                                  |                       |                    |                        |                                                           |
| 1               | Колесниченко Надія Василівна     | 04.11.2010            | вища               | член Партії регіонів   | Руськоіванівська загальноосвітня школа І-ІІІ ст., вчитель |
| 2               | Мотіна Світлана Іванівна         | 04.11.2010            | вища               | член Партії регіонів   | Руськоіванівська сільська рада, спеціаліст                |
| 3               | Житар Людмила Анатоліївна        | 04.11.2010            | середня спеціальна | член Партії регіонів   | Руськоіванівська сільська лікарня, медсестра              |
| 4               | Житар Юрій Іванович              | 04.11.2010            | середня            | член Партії регіонів   | приватний підприємець                                     |
| 6               | Колесниченко Олена Василівна     | 04.11.2010            | вища               | член Партії регіонів   | Руськоіванівська загальноосвітня школа І-ІІІ ст., вчитель |
| 8               | Циберний Євгеній Сергійович      | 04.11.2010            | середня спеціальна | член Партії регіонів   | приватний підприємець                                     |
| 11              | Агарков Вадим Валентинович       | 04.11.2010            | середня            | член Партії регіонів   | приватний підприємець                                     |
| 13              | Плетенчук Євгеній Васильович     | 04.11.2010            | середня спеціальна | член Партії регіонів   | приватний підприємець                                     |
| 14              | Сидоренко Раїса Федорівна        | 04.11.2010            | середня спеціальна | член Партії регіонів   | Руськоіванівська сільська рада, секретар                  |
| 15              | Куркін Олександр Іванович        | 04.11.2010            | середня спеціальна | член Партії регіонів   | Руськоіванівська сільська рада, начальник ДНД             |
| 16              | Руссу Надія Пилипівна            | 04.11.2010            | середня спеціальна | член Партії регіонів   | тимчасово не працює                                       |
| Самовисування   |                                  |                       |                    |                        |                                                           |
| 5               | Паламанчук Ганна Дмитрівна       | 04.11.2010            | середня спеціальна | позапартійна           | Руськоіванівська загальноосвітня школа І-ІІІ ст., вчитель |
| 7               | Гуменна Євгенія Павлівна         | 04.11.2010            | вища               | позапартійна           | пенсіонер                                                 |
| 9               | Кулакова Валентина Костянтинівна | 04.11.2010            | середня спеціальна | позапартійна           | пенсіонер                                                 |
| 10              | Кутєпова Валентина Костянтинівна | 04.11.2010            | вища               | член Партії регіонів   | Руськаіванівська сільська рада, бухгалтер                 |
| 12              | Кусяк Антоніна Іванівна          | 04.11.2010            | вища               | позапартійна           | Руськаіванівська загальноосвітня школа І-ІІІ ст., вчитель |